# Organo del duomo dei Santi Stefano e Sisto ad Halberstadt

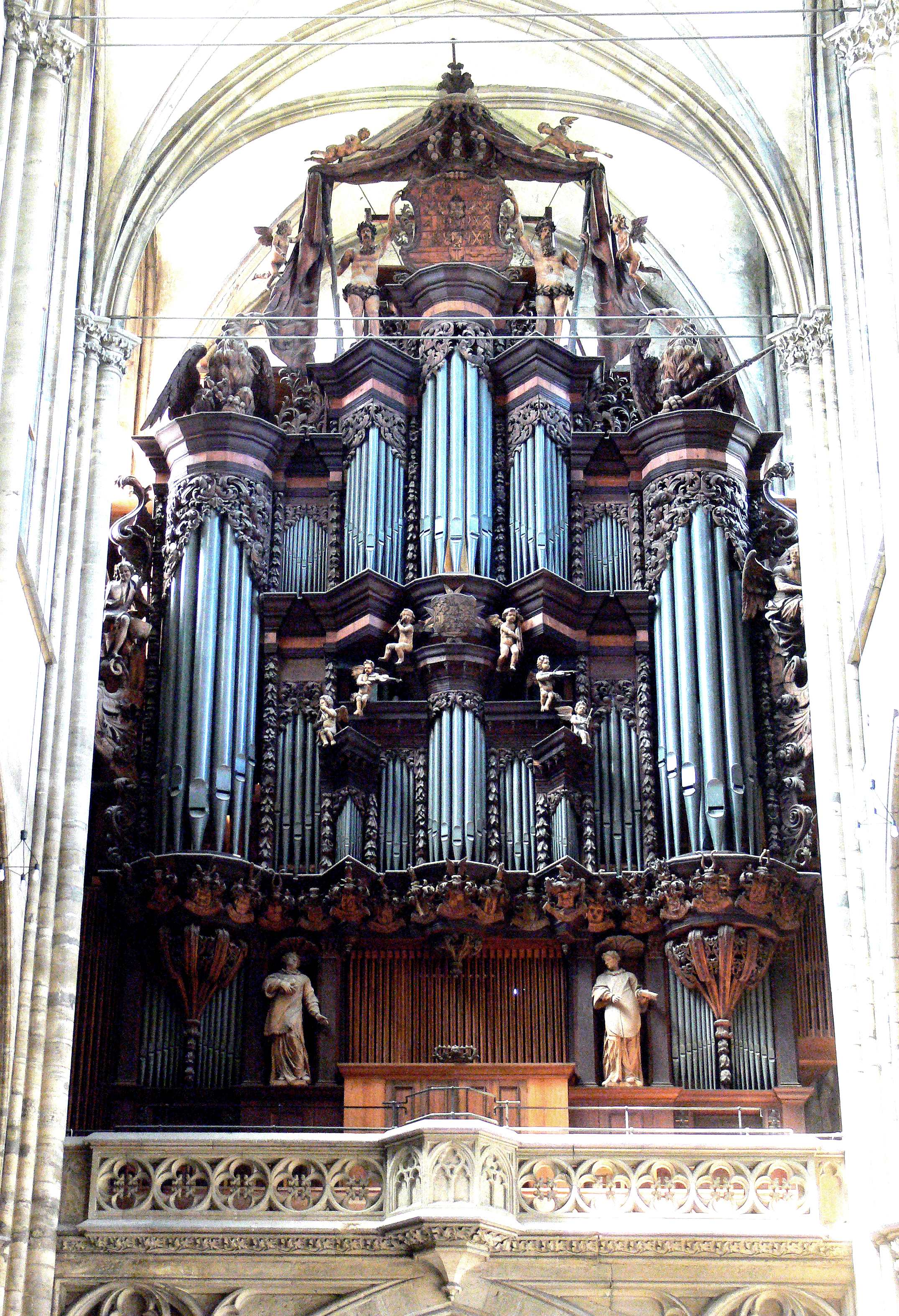
L'organo del duomo dei Santi Stefano e Sisto ad Halberstadt.

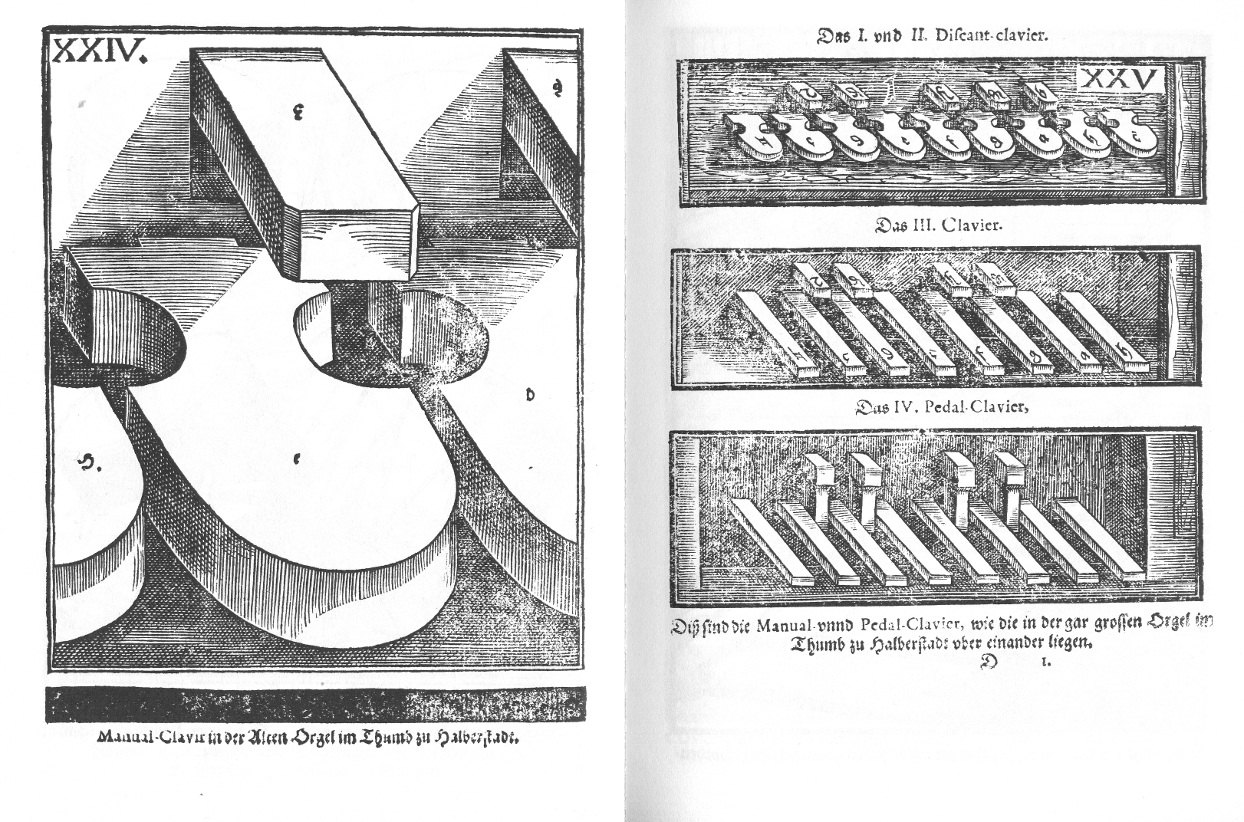
I manuali, descritti da Michael Praetorius nel suo Syntagma Musicum, con le diverse forme dei tasti.

L'organo del duomo dei Santi Stefano e Sisto è un organo monumentale costruito nella cattedrale di Halberstadt, in Germania.

## Storia
L'organo fu costruito fra il 1357 e il 1361 da Nicolaus Faber. Nel 1495 Gregor Kleng operò un ampliamento, aggiungendo la pedaliera e aumentando l'estensione dei manuali. Michael Praetorius, nel suo Syntagma musicum del 1619, fornì una dettagliata descrizione dello strumento. Si trattava di un organo dotato di due manuali per i soprani, un manuale per i bassi e pedaliera, con 1.192 canne, la più lunga delle quali apparteneva a un registro da 32'. I manuali dei soprani avevano quattordici tasti ciascuno, mentre il manuale dei bassi e la pedaliera ne avevano dodici.
La disposizione fonica era la seguente:
| Oberes Diskantklavier H1-g0a0 |    |
| Blockwerk XXXII-LVI           | 8' |

| Unteres Diskantklavier H1-g0a0 |     |
| Prinzipal                      | 16' |

| Bassklavier H1-AH |     |
| Prinzipal         | 32' |

| Pedal H1-AH        |     |
| Blockwerk XVI-XXIV | 16' |

La forma dei tasti sui manuali, tuttavia, era molto diversa dalla forma attuale. Fino al XIII secolo, infatti, i manuali degli organi erano composti da grandi tasti da tirare e spingere, sostituiti poi da tasti che bastava premere. I tasti, però, rimanevano di grandi dimensioni, e anche la loro forma continuava a ricordare quella dei tiranti precedenti. Per poter suonare, inoltre, era necessaria una certa forza, e, di conseguenza, il metodo migliore consisteva nel picchiarci sopra con pugni e gomiti.
Praetorius, per l'organo del duomo di Halberstadt, descrive ancora tasti abbastanza grandi, ma già apparivano più piccoli rispetto agli strumenti precedenti, in modo che le dita di ogni mano potessero premere più tasti contemporaneamente. Come negli organi antichi, comunque, le tastiere dei soprani e quella dei bassi, per distinguerle, erano dotate di tasti di forme diverse. Sopra i tasti, inoltre, erano incisi i nomi delle note, in modo che gli organisti potessero eseguire facilmente le musiche scritte in forma di intavolatura. 
L'organo venne restaurato nel 1685. Heinrich Herbst e suo figlio Heinrich Gottfried, nel 1718, demolirono lo strumento e ne realizzarono uno nuovo, da tre manuali e pedaliera. Lo strumento attuale venne realizzato fra il 1962 e il 1965 da Hermann Eule, il quale riutilizzò la cassa di Herbst e parte del materiale fonico preesistente. Eule, successivamente, apportò alcune modifiche nel 1985. Gli ultimi interventi di restauro risalgono al 2000.

## Caratteristiche tecniche
Attualmente l'organo è a trasmissione interamente meccanica. La disposizione fonica è la seguente:
| Primo manuale - Hauptwerk |        |
| Principal                 | 16'    |
| Octave                    | 8'     |
| Rohrpommer                | 8'     |
| Octave                    | 4'     |
| Spillflöte                | 4'     |
| Waldflöte                 | 2'     |
| Terz                      | 1' 3/5 |
| Großsesquialtera          | III    |
| Großmixtur                | V-VIII |
| Scharf                    | IV-VI  |
| Fagott                    | 16'    |
| Trompete                  | 8'     |

| Secondo manuale - Unterwerk |        |
| Quintadön                   | 16'    |
| Principal                   | 8'     |
| Holzflöte                   | 8'     |
| Spitzgambe                  | 8'     |
| Octave                      | 4'     |
| Rohrflöte                   | 4'     |
| Nasard                      | 2' 2/3 |
| Octave                      | 2'     |
| Nachthorn                   | 2'     |
| Schwiegel                   | 1'     |
| Kornett                     | II-IV  |
| Kleinmixtur                 | IV-VI  |
| Krummhorn                   | 8'     |
| Clairon                     | 4'     |
| Tremulant                   |        |

| Terzo manuale - Schwellwerk |        |
| Principal                   | 8'     |
| Weitgedackt                 | 8'     |
| Weitprincipal               | 4'     |
| Quintade                    | 4'     |
| Flachflöte                  | 2'     |
| Scharfquinte                | 1' 1/3 |
| Sesquialtera                | II     |
| Tonus fabri                 | II     |
| Rauschwerk                  | V      |
| Dulzian                     | 16'    |
| Hautbois                    | 8'     |
| Tremulant                   |        |

| Quarto manuale - Positiv |     |
| Quintade                 | 8'  |
| Spitzgedackt             | 8'  |
| Blockflöte               | 4'  |
| Principal                | 2'  |
| Terzian                  | II  |
| Sept-Non                 | II  |
| Zimbel                   | III |
| Trichterregal            | 8'  |
| Rohrschalmey             | 4'  |
| Tremulant                |     |
| Glockenspiel             |     |

| Pedal         |     |
| Untersatz     | 32' |
| Principalbass | 16' |
| Subbass       | 16' |
| Zartbass      | 16' |
| Octavbass     | 8'  |
| Gedacktbass   | 8'  |
| Octave        | 4'  |
| Rohrflöte     | 4'  |
| Dolkan        | 2'  |
| Großzink      | III |
| Rauschwerk    | III |
| Choralmixtur  | IV  |
| Bombarde      | 32' |
| Posaune       | 16' |
| Dulzian       | 16' |
| Trompete      | 8'  |
| Trompete      | 4'  |
| Schalmey      | 2'  |